# Walter Wanger
Walter Wanger, né le 11 juillet 1894 à San Francisco, en Californie (États-Unis), mort le 18 novembre 1968 à New York , est un producteur américain.
Il a été marié à Justine Johnstone de 1919 à 1938, puis à l'actrice Joan Bennett de 1940 à 1965.

## Biographie
Producteur prestigieux, dès ses débuts Walter Wanger offrit des rôles importants à de grandes stars féminines (Helen Morgan dans Applause, Tallulah Bankhead, Greta Garbo, Barbara Stanwyck, Claudette Colbert, Sylvia Sydney), produisant aussi J'ai le droit de vivre de Lang avec Henry Fonda et La Chevauchée fantastique de John Ford avec John Wayne, Frank Borzage, William Dieterle, Alfred Hitchcock et Jacques Tourneur.
Wanger collabore avec Joan Bennett dès 1936 avec Empreintes digitales de Walsh avec Cary Grant. Deux ans plus tard, Wanger lance la bombe Hedy Lamarr dans son premier film américain, Casbah. En 1940, dans La Femme aux cigarettes blondes de Tay Garnett, il redéfinit l'image (brune) de Joan Bennett, qui deviendra sa femme la même année. En 1945, c'est une autre brune, Yvonne De Carlo, qu'il fait connaître dans Les Amours de Salomé. À Bennett, il offre entre autres La Rue rouge et Les Désemparés. Il produit encore Jeanne d'Arc avec la blonde Ingrid Bergman et Le Livre noir d'Anthony Mann. En 1951, alors qu'il est au bord de la banqueroute, il soupçonne son épouse d'adultère avec son agent artistique, Jennings Lang (en). Sur un parking de Beverly Hills, le 13 décembre, il tire sur Lang, et le blesse ; le scandale fait les gros titres de la presse locale et Bennett songe à divorcer. Wanger écope de quatre mois de prison au Castaic Honor Farm (en),.
Il revient au cinéma dès l'année suivante, et par la suite produit Les Aventures de Hadji, L'Invasion des profanateurs de sépultures et Je veux vivre ! qui vaut un Oscar à la rousse Susan Hayward. En 1963, le naufrage de Cléopâtre le ruine en grande partie. En 1965, Bennett demande le divorce.
Il meurt en 1968 d'une crise cardiaque.

## Filmographie
- 1929 : Noix de coco (The Cocoanuts) de Robert Florey et Joseph Santley
- 1929 : The Lady Lies de Hobart Henley
- 1929 : Applause de Rouben Mamoulian
- 1930 : Roadhouse Nights (en) de Hobart Henley
- 1931 : Tarnished Lady de George Cukor
- 1932 : Washington Merry-Go-Round (en) de James Cruze
- 1932 : La Grande Muraille (The Bitter Tea of General Yen) de Frank Capra
- 1933 : Gabriel au-dessus de la Maison-Blanche (Gabriel over the White House) de Gregory La Cava
- 1933 : Another Language d'Edward H. Griffith
- 1933 : Au pays du rêve (Going Hollywood) de Raoul Walsh
- 1933 : La Reine Christine (Queen Christina) de Rouben Mamoulian
- 1934 : The President Vanishes de William A. Wellman
- 1935 : Mondes privés (Private Worlds) de Gregory La Cava
- 1935 : Shanghai de James Flood
- 1935 : Smart Girl (en) d'Aubrey Scotto
- 1935 : Every Night at Eight de Raoul Walsh
- 1935 : Mary Burns, Fugitive (en) de William K. Howard
- 1936 : Her Master's Voice (en) de Joseph Santley
- 1936 : La Fille du bois maudit (The Trail of the Lonesome Pine) de Henry Hathaway
- 1936 : Empreintes digitales (Big Brown Eyes) de Raoul Walsh
- 1936 : Le Diable au corps (The Moon's Our Home) de William A. Seiter
- 1936 : The Case Against Mrs. Ames (en) de William A. Seiter
- 1936 : Fatal Lady (en) d'Edward Ludwig
- 1936 : Palm Springs d'Aubrey Scotto
- 1936 : Spendthrift de Raoul Walsh
- 1937 : J'ai le droit de vivre (You Only Live Once) de Fritz Lang
- 1937 : Le destin se joue la nuit (History Is Made at Night) de Frank Borzage
- 1937 : Vogues 1938 d'Irving Cummings
- 1937 : Monsieur Dood part pour Hollywood (Stand-In) de Tay Garnett
- 1937 : 52nd Street (en) de Harold Young
- 1938 : J'ai retrouvé mes amours (I Met My Love Again) de Joshua Logan et Arthur Ripley
- 1938 : Blocus (Blockade) de William Dieterle
- 1938 : Casbah (Algiers) de John Cromwell
- 1938 : La Femme aux cigarettes blondes (Trade Winds) de Tay Garnett
- 1939 : La Chevauchée fantastique (Stagecoach) de John Ford
- 1939 : Reine d'un jour (Winter Carnival)de Charles Reisner
- 1939 : Divorcé malgré lui (Eternally Yours) de Tay Garnett
- 1940 : Destins dans la nuit (The House Across the Bay) d'Archie Mayo
- 1940 : Correspondant 17 (Foreign Correspondent) d'Alfred Hitchcock
- 1940 : Les Hommes de la mer (The Long Voyage Home) de John Ford
- 1941 : Crépuscule (Sundown) de Henry Hathaway
- 1942 : L'Escadrille des aigles (Eagle Squadron) d'Arthur Lubin
- 1942 : Les Mille et Une Nuits (Arabian Nights) de John Rawlins
- 1943 : We've Never Been Licked (en) de John Rawlins
- 1943 : Gung Ho! ('Gung Ho!': The Story of Carlson's Makin Island Raiders) de Ray Enright
- 1944 : Escadrille de femmes (Ladies Courageous) de John Rawlins
- 1945 : Les Amours de Salomé (Salome Where She Danced) de Charles Lamont
- 1945 : La Rue rouge (Scarlet Street) de Fritz Lang
- 1946 : Night in Paradise d'Arthur Lubin
- 1946 : Le Passage du canyon (Canyon Passage) de Jacques Tourneur
- 1947 : Une vie perdue (Smash-Up: The Story of a Woman) de Stuart Heisler
- 1947 : Moments perdus (The Lost Moment) de Martin Gabel
- 1948 : Le Secret derrière la porte (Secret Beyond the Door...) de Fritz Lang
- 1948 : Le Sang de la terre (Taps Roots) de George Marshall
- 1948 : Jeanne d'Arc (Joan of Arc) de Victor Fleming
- 1949 : Tulsa de Stuart Heisler
- 1949 : Le Livre noir (Reign of Terror) d'Anthony Mann
- 1949 : Les Désemparés (The Reckless Moment) de Max Ophüls
- 1952 : Aladdin et sa lampe (Aladdin and His Lamp) de Lew Landers
- 1952 : Lady in the Iron Mask de Ralph Murphy
- 1952 : Les Vainqueurs de Corée (Battle Zone) de Lesley Selander
- 1953 : Kansas Pacific de Ray Nazarro
- 1953 : Fort Vengeance de Lesley Selander
- 1954 : Les Révoltés de la cellule 11 (Riot in Cell Block 11) de Don Siegel
- 1954 : Les Aventures de Hajji Baba (The Adventures of Hajji Baba) de Don Weis
- 1956 : L'Invasion des profanateurs de sépultures (Invasion of the Body Snatchers) de Don Siegel
- 1956 : Navy Wife d'Edward Bernds
- 1958 : Je veux vivre ! (I Want to Live!) de Robert Wise
- 1963 : Cléopâtre (Cleopatra) de Joseph L. Mankiewicz